# Sydney Chilton Mewburn
Pour les articles homonymes, voir Mewburn.
Sydney Chilton Mewburn (4 décembre 1863-11 août 1956) est un homme politique canadien de l'Ontario. Il est député fédéral conservateur de la circonscription ontarienne de Hamilton-Est de 1917 à 1926. Il est ministre dans le cabinet du premier ministre Robert Borden.

## Biographie

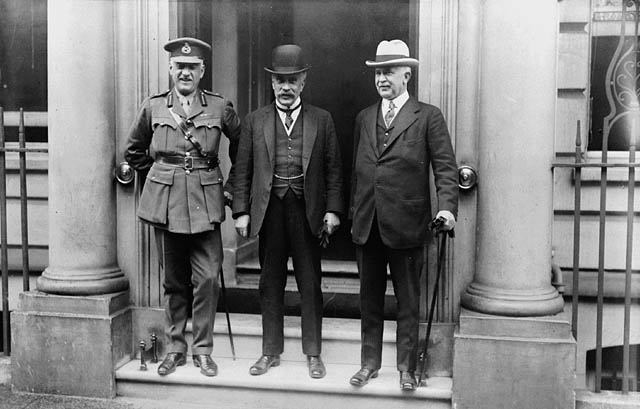
Major-General S.C. Mewburn, Sir Robert Borden, and Sir A.E. Kemp.

Né à Hamilton dans le Canada-Ouest, Mewburn s'implique durant la Première Guerre mondiale en tant que colonel du The Royal Hamilton Light Infantry (Wentworth Regiment) et atteint les grades de major général et adjudant-général. 
Nommé ministre de la Milice et de la Défense en octobre 1917, il est élu peu après à la Chambre des communes du Canada lors de l'élection de décembre 1917. Mewburn conserve ce ministère jusqu'en janvier 1920, moment où il démission en considérant qu'il est temps que le département passe entre d'autres mains avec la fin du conflit mondial et la démobilisation qui a suivi. Réélu en 1921 et en 1925, il ne se représente pas en 1926.
Il est président du comité de la Commission des champs de bataille canadiens (en) en 1920 et qui sélectionne le site du Mémorial de Vimy.